# Gerbaix
Gerbaix és un municipi francès situat al departament de la Savoia i a la regió d'Alvèrnia-Roine-Alps. L'any 2007 tenia 402 habitants.

## Demografia

### Població
El 2007 la població de fet de Gerbaix era de 402 persones. Hi havia 133 famílies de les quals 20 eren unipersonals (20 homes vivint sols), 31 parelles sense fills, 70 parelles amb fills i 12 famílies monoparentals amb fills.
La població ha evolucionat segons el següent gràfic:
Habitants censats

### Habitatges
El 2007 hi havia 183 habitatges, 138 eren l'habitatge principal de la família, 35 eren segones residències i 10 estaven desocupats. 181 eren cases i 1 era un apartament. Dels 138 habitatges principals, 127 estaven ocupats pels seus propietaris, 8 estaven llogats i ocupats pels llogaters i 3 estaven cedits a títol gratuït; 1 tenia una cambra, 2 en tenien dues, 15 en tenien tres, 25 en tenien quatre i 95 en tenien cinc o més. 125 habitatges disposaven pel capbaix d'una plaça de pàrquing. A 47 habitatges hi havia un automòbil i a 85 n'hi havia dos o més.

### Piràmide de població
La piràmide de població per edats i sexe el 2009 era:
| Homes | Edats   | Dones |
| ----- | ------- | ----- |
| 0     | 95 o +  | 0     |
| 0     | 90 a 94 | 0     |
| 4     | 85 a 89 | 4     |
| 0     | 80 a 84 | 0     |
| 8     | 75 a 79 | 0     |
| 0     | 70 a 74 | 4     |
| 12    | 65 a 69 | 0     |
| 4     | 60 a 64 | 12    |
| 8     | 55 a 59 | 0     |
| 4     | 50 a 54 | 12    |
| 8     | 45 a 49 | 16    |
| 8     | 40 a 44 | 8     |
| 24    | 35 a 39 | 12    |
| 28    | 30 a 34 | 12    |
| 4     | 25 a 29 | 8     |
| 4     | 20 a 24 | 4     |
| 4     | 15 a 19 | 12    |
| 20    | 10 a 14 | 16    |
| 24    | 5 a 9   | 4     |
| 12    | 0 a 4   | 8     |

## Economia
El 2007 la població en edat de treballar era de 260 persones, 200 eren actives i 60 eren inactives. De les 200 persones actives 189 estaven ocupades (103 homes i 86 dones) i 11 estaven aturades (4 homes i 7 dones). De les 60 persones inactives 25 estaven jubilades, 24 estaven estudiant i 11 estaven classificades com a «altres inactius».

### Ingressos
El 2009 a Gerbaix hi havia 148 unitats fiscals que integraven 427,5 persones, la mediana anual d'ingressos fiscals per persona era de 19.224 €.

### Activitats econòmiques
Dels 8 establiments que hi havia el 2007, 1 era d'una empresa de fabricació d'altres productes industrials, 5 d'empreses de construcció, 1 d'una empresa de transport i 1 d'una empresa financera.
Dels 5 establiments de servei als particulars que hi havia el 2009, 1 era un taller de reparació d'automòbils i de material agrícola, 1 paleta, 2 fusteries i 1 electricista.
L'any 2000 a Gerbaix hi havia 10 explotacions agrícoles que ocupaven un total de 210 hectàrees.

## Poblacions més properes
El següent diagrama mostra les poblacions més properes.